# Ruben Dietze

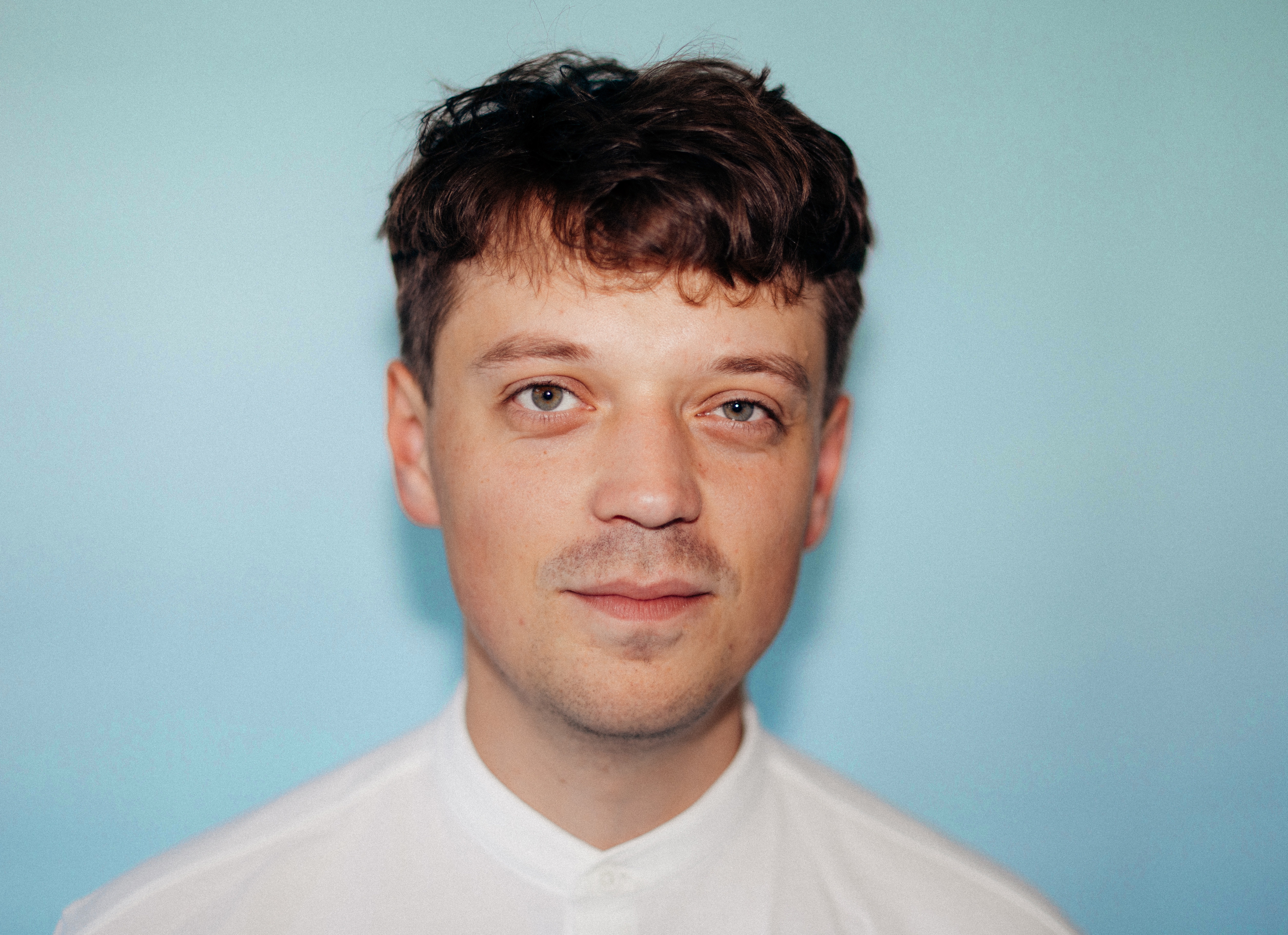
Ruben Dietze (2022)

Ruben Dietze (geb. 23. April 1993 in Frankfurt am Main) ist ein deutscher Songwriter, Musikproduzent, Live-Musiker und Dozent. Er ist seit 2014 in der Musikbranche aktiv und hat mit Künstlern wie Peter Plate, Georg Preuße, Cosma Shiva Hagen und FASO zusammengearbeitet.

## Leben
Dietze erhielt privaten Klavier- und Gesangsunterricht an der Musikschule Minz in Friedberg. Nach seinem Abitur an der St. Lioba Schule in Bad Nauheim im Jahr 2012 begann er zunächst ein Studium der Musikwissenschaft an der Goethe-Universität in Frankfurt am Main, wechselte jedoch 2013 zur Hochschule für Musik, Theater und Medien Hannover, um ein Studium der Elementaren Musikpädagogik aufzunehmen. 2014 wechselte er erneut den Studiengang und studierte von nun an Popular Music bei Dozenten wie Peter Weihe und Michel van Dyke.
Sein musikalisches Handwerk verfeinerte er unter anderem im Laufe eines Erasmus-Semesters am Saint Louis College of Music in Rom (2018–2019) sowie durch die Teilnahme am Bandpool-Programm der Popakademie Baden-Württemberg mit Sorab Jon Asar im Jahr 2013.
Im Jahr 2020 schloss er sein Studium mit einem Bachelor of Music im Fach Popular Music an der HMTM Hannover ab.

## Berufliche Laufbahn

### Songwriter, Produzent und Arrangeur
Nach seiner Zeit als Live-Musiker bei der deutsch-französischen Band Passepartout aus Hannover, bei denen er zwischen 2014 und 2019 als Keyboarder, Sänger und Songwriter aktiv war, arbeitet Ruben Dietze seit 2019 als selbstständiger Songwriter, Produzent und Arrangeur. Zu seinen Projekten gehörten das Arrangement für das Klavier Notenbuch des Musicals Ku’damm 56, seine Produktionen für die Live Tour Bibi und Tina – Die Außerirdische Hitparade, die Single Noch Singe ich mit Georg (Mary) Preuße, sowie das Album Superhelden fliegen vor in dem er Gedichte von Dada Peng vertonte, die von Schauspielern wie Ulrike Volkerts, Cosma Shiva Hagen und Axel Prahl eingesprochen wurden.
2024 erhielt sein Remix von Herbert Grönemeyers Song Mensch auf Instagram innerhalb weniger Tage über 1 Million Aufrufe, nachdem er für einen Post der ARD Sportschau zum Abschied von Toni Kroos aus der deutschen Fußballnationalmannschaft verwendet worden war.
Am 12. Oktober 2024 spielte Jan Böhmermann seinen Remix des Titelsongs Baby mach sie an die Bluetooth Box zum Podcast Fest & Flauschig in der Folge Alte Wunden Frisch geöffnet und bezeichnete den Track als „richtig schönes drive - rage mode Intro“.

### Hochschuldozent
Zwischen 2020 und 2023 war Ruben Dietze als Hochschuldozent für Pop Piano an der Technischen Universität Braunschweig tätig.

## Veröffentlichungen (Auswahl)
Singles
- 5 Minuten Liebe – „Gated Community“ (2019)
- FASO – „Eine Familie“ (2019)
- 5 Minuten Liebe – „Copy Paste“ (2020)
- 5 Minuten Liebe – „Keine Schuld - Live Set“ (2020)
- 5 Minuten Liebe – „Run“ (2021)
- 5 Minuten Liebe – „Content“ (2021)
- 5 Minuten Liebe – „Spiel mit mir Drums“ (2021)
- 5 Minuten Liebe – „Der Film“ (2022), Ruben Dietze – "Tausend Bar" (2023)

Alben
- Ruben Dietze – „Therapie“ (2017)
- Verschiedene Interpreten – „Superhelden fliegen vor“ (2022)
- Ruben Dietze – „Comfortzone“ (2023)[13]